# Pete Burns
Pour les articles homonymes, voir Burns.
Pete Burns, de son vrai nom Peter Jozzeppi Burns, né le 5 août 1959 à Port Sunlight, et mort le 23 octobre 2016 à Londres, est un auteur-compositeur-interprète britannique. Il est l'ancien leader et fondateur du groupe Dead or Alive qui a connu son heure de gloire internationale dans les années 1980.
Sa personnalité androgyne était un élément fortement médiatisé du groupe. Le groupe est resté particulièrement ancré au Japon, ayant accumulé les hits dans ce pays jusque dans les années 2000. 
"[Les gens] veulent toujours savoir – suis-je gay, bi, trans ou quoi ? Je dis, oublie tout ça. Il doit y avoir une terminologie totalement différente et je ne sais pas si elle a été inventée encore. Je suis juste Pete." - Pete Burns

## Biographie

### Enfance
Sa mère Evelina Maria Bettina Quittner Von Hudec est une aristocrate allemande née à Heidelberg. Comme son père était juif, elle a déménagé à Vienne pour échapper aux lois antisémites des nazis. Elle y rencontre Francis Burns, un soldat anglais de Liverpool. 
Pete Burns est né à Port Sunlight le 5 août 1959. Alcoolique et toxicomane, sa mère a fréquemment tenté de se suicider, Pete étant parfois témoin de ses tentatives,,.
Pete a un frère, Tony, né en 1948, qui a onze ans de plus que lui. Même s'ils se voient peu, ils s'entendent bien et aiment écouter des disques ensemble. 
En plus de l'anglais, il parlait allemand et français à la maison mais il était souvent retiré de l'école durant son enfance,. Il a abandonné l'école à l'âge de 14 ans après avoir été convoqué au bureau du directeur pour être arrivé en classe sans sourcil, avec des cheveux roux et une énorme boucle d'oreille. 
Pete Burns a travaillé dans un magasin de disques à Liverpool, Probe Records, puis dans une boutique de vêtements,. Il a vendu ses propres créations vestimentaires à cette époque.

### Carrière
Burns fait partie des groupes The Mystery Girls, puis Nightmares in Wax,. Ce dernier s'est formé à Liverpool en 1979 et a sorti les singles Black Leather suivi de Birth of a Nation, sans jamais faire d'album. En 1980, Burns renomme le groupe en Dead or Alive. Le groupe rencontre un petit succès en 1984 avec la reprise de That's The Way I Like It, tiré de l'album Sophisticated Boom Boom.
En 1985, immense succès avec You Spin Me Round (Like A Record), de l'album Youthquake, qui devient un hit planétaire. Le titre lance également les carrières de producteurs de Stock, Aitken et Waterman qui deviendront plus tard les faiseurs de tubes de Kylie Minogue et Rick Astley. Dans cet album, il y avait également des hits, comme Lover Come Back to Me, My Heart Goes Bang et In Too Deep. La même année, Pete chante et joue avec le groupe The Smiths au Royal Albert Hall.

### Années 2000
En 2004, Pete Burns sort le single Jack and Jill Party produit par les Pet Shop Boys. 
En 2006, il fait une apparition dans l'émission britannique de télé-réalité Celebrity Big Brother, aux côtés de Dennis Rodman, Jodie Marsh, Michael Barrymore, Traci Bingham, Samuel Preston, ou encore l'homme politique George Galloway.
Au bout de quelques heures d'antenne, des policiers entrent dans le studio pour saisir son manteau de fourrure « en peau de gorille » (donc interdit par la loi britannique) selon l'artiste, après un aveu en direct qui était un mensonge. 
En 2006, sort son autobiographie Freak Unique: My Autobiography, qui n'a pas été traduite en français.
Dès 2007, il passe dans des émissions télévisées dérivées de Big Brother. En 2009, le sample du tube You Spin Me Round par le rappeur Flo Rida permet à la nouvelle génération de découvrir la musique de Pete Burns
En juillet 2010 sort le premier single solo de Pete Burns, Never Marry an Icon.

### Décès
Il est décédé le 23 octobre 2016 d'une crise cardiaque à l'âge de 57 ans,.

## Vie personnelle
Il a été marié durant 28 ans avec la coiffeuse Lynne Corlett, sa plus proche collaboratrice artistique. Ils se sont rencontrés dans un salon de coiffure à Liverpool, où ils travaillaient tous les deux. Ils se sont séparés en 2006. La même année, il s'engage en partenariat avec son compagnon de longue date, Michael Simpson. Ils se séparent en mai 2008. Pete est néanmoins resté très proche de Lynne comme de Michael jusqu'à sa mort.
Il a subi plus de 300 opérations de chirurgie esthétique et réparatrice. Sa transformation radicale et l'aspect féminin qui en résulte vont rapidement engendrer des questions sur son identité sexuelle auxquelles il répondait qu'il s'était toujours identifié comme un homme, et n'avait jamais eu l'intention de devenir une femme.
Le chanteur comptait Boy George ou Morrissey parmi ses amis.

## Discographie

### Sous Nightmares in Wax
- 1980 : Nightmares in Wax (réédité en 1985 sous le titre Birth of a Nation)

Sous le nom Dead or Alive : 
- 1980 : I'm Falling (EP)
- 1981 : Number Eleven (EP)
- 1982 : It's Been Hours (EP)
- 1982 : The Stranger (EP)

### Avec Dead or Alive
- 1984 : Sophisticated Boom Boom
- 1985 : Youthquake
- 1986 : Mad, Bad, and Dangerous to Know
- 1987 : Rip It Up
- 1989 : Nude
- 1990 : Fan the Flame (Part 1)
- 1995 : Nukleopatra
- 2000 : Fragile